# Anna-Seiler-Denkmal

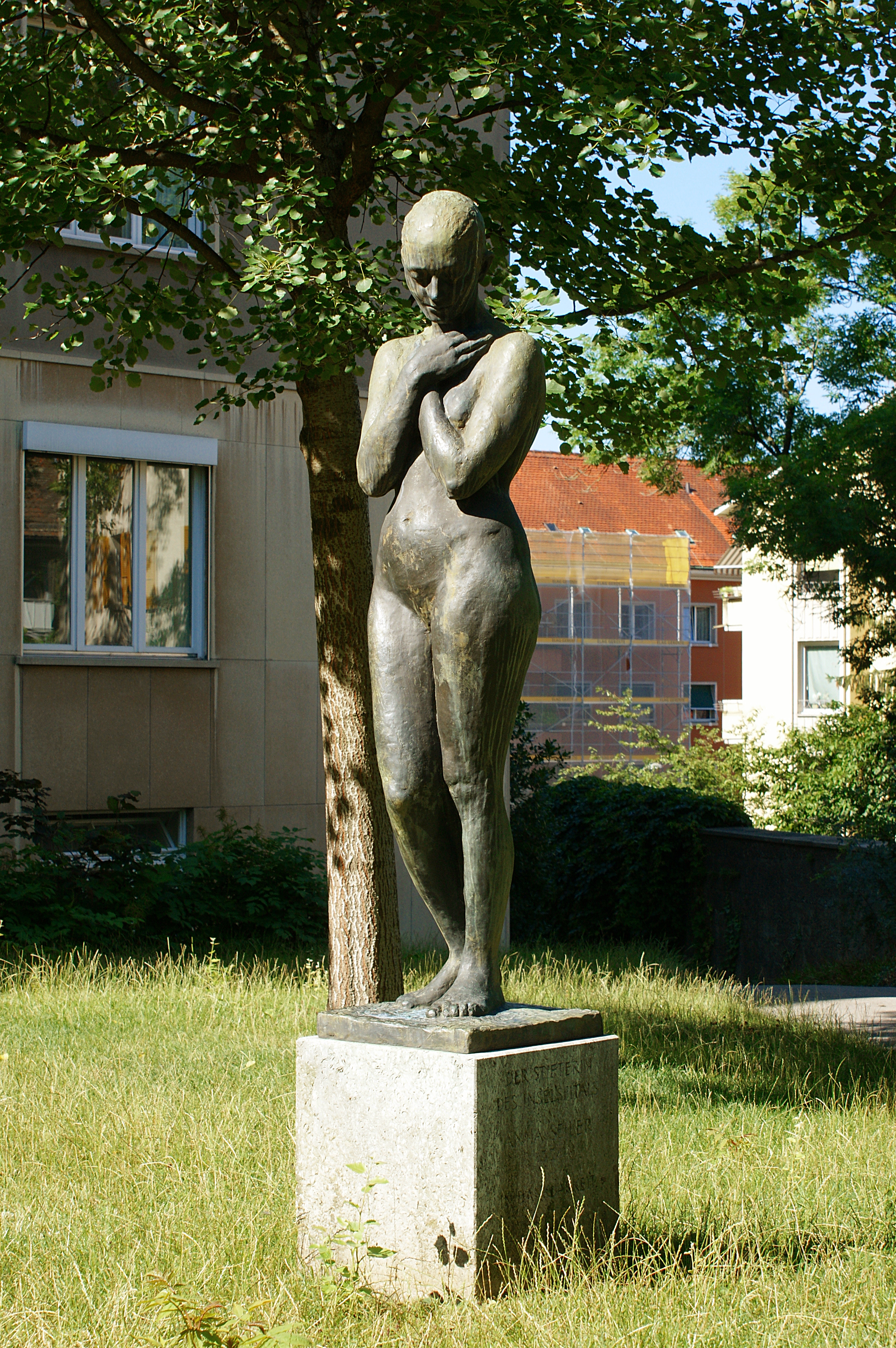
Das Anna-Seiler-Denkmal in Bern (2019)

Das Anna-Seiler-Denkmal ist ein 1975 eingeweihtes Personendenkmal in der Schweizer Bundesstadt Bern, das der Stifterin des Inselspitals Anna Seiler (14. Jh.) gewidmet ist. Es handelt sich um das einzige Berner Frauendenkmal im eigentlichen Sinne. Die auf einem niedrigen Sockel platzierte Bronzeplastik Die Sinnende wurde 1918 von Eleonore von Mülinen (1893–1967) geschaffen.

## Geschichte
Bei der Plastik Die Sinnende handelt es sich vermutlich um ein Frühwerk von Mülinens. Ein Jahr nach dem Tod der Künstlerin 1967 wurde im von ihr entworfenen Wohnatelier am Gurten eine Gedächtnisausstellung abgehalten, bei der ein Abguss der Statue ausgestellt war, die in der Zeitung Der Bund auf 1918 datiert wurde. Sie befand sich im Besitz der Ärztin Emma Moser. Nach der Einführung des Frauenstimmrechts in der Schweiz 1971 schenkte Moser sie dem Inselspital, um sie für ein Denkmal für dessen mittelalterliche Stifterin Anna Seiler zu verwenden. Die Vermittlung übernahm der Berner Frauenbund.
Die Einweihung des Denkmals fand am 29. November 1975 statt, weil Seilers Testament, in dem sie das Spital stiftete, auf den 29. November 1354 datiert ist. Die Präsidentin des Frauenbunds Elisabeth Schmid-Frey, die seit 1972 im Stadtrat (der kommunalen Legislative) von Bern sass, übergab es offiziell dem Inselspital, dessen Vizedirektor Fritz Leu es enthüllte. Schmid-Frey betonte in ihrer Rede, das Denkmal «möge den Dank an alle Frauen zum Ausdruck bringen, die im Inselspital ihre Ausbildung erfahren haben und seit Generationen im Dienste des kranken Mitmenschen stehen als Ärztinnen, Schwestern, Laborantinnen und als weitere hilfreiche Kräfte». Klara Zürcher hielt eine weitere Rede, in der sie Seiler als «mutige Frau» präsentierte.

## Beschreibung

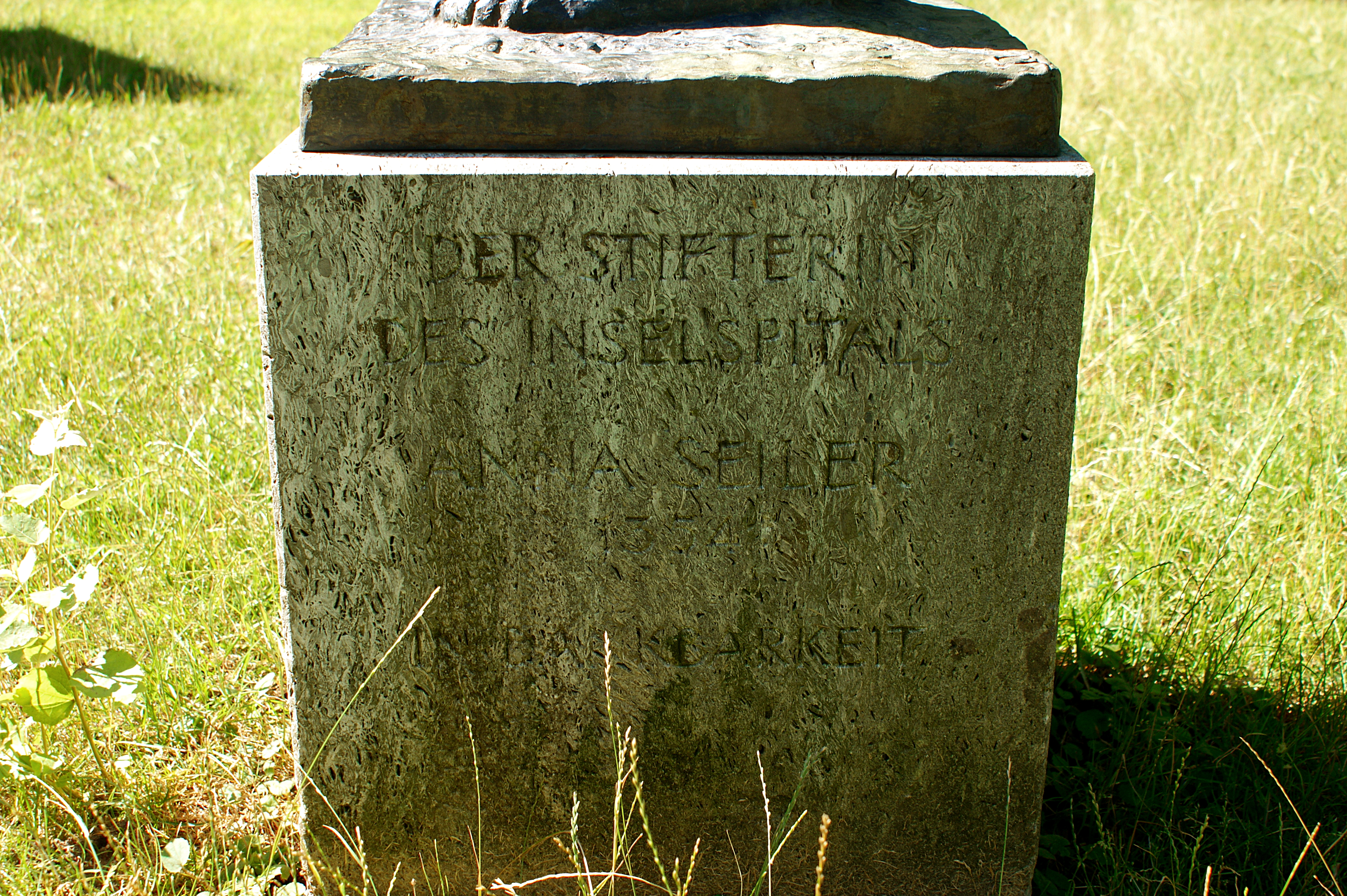
Inschrift auf dem Sockel

Das Denkmal steht im Garten des zum Inselspital gehörigen Wilhelm-Fabry-Hauses (ehemals Anna-Seiler-Haus) an der Freiburgstrasse 41c und ist 1,60 Meter hoch. Der niedrige Sockel ist aus Muschelkalk gehauen. Die Inschrift darauf lautet: «DER STIFTERIN / DES INSELSPITALS / ANNA SEILER / 1354 / IN DANKBARKEIT». Die Bronzestatue zeigt eine nackte Frau in leichtem Kontrapost mit über den Brüsten gekreuzten Armen und niedergeschlagenen Augen. Laut einem Bericht der Zeitung Der Bund widerspiegelt sie Mülinens «Kunstauffassung, die in der klassizistisch-akademischen Tradition des 19. Jahrhunderts wurzelt», und zeigt alle für die Künstlerin charakteristischen Stilmerkmale: «die möglichst genaue Naturnachahmung, die klassische Ausgewogenheit und die Verinnerlichung des Ausdruckes». Die Statue ist mit «E v Mülinen» signiert und trägt den Giesserstempel «CERA PERSA F. AMICI MENDRISIO», d. h. sie wurde im Wachsausschmelzverfahren (italienisch fusione a cera persa) bei der Giesserei Amici (italienisch Fonderia Amici), der heutigen Perseo SA, in Mendrisio hergestellt.

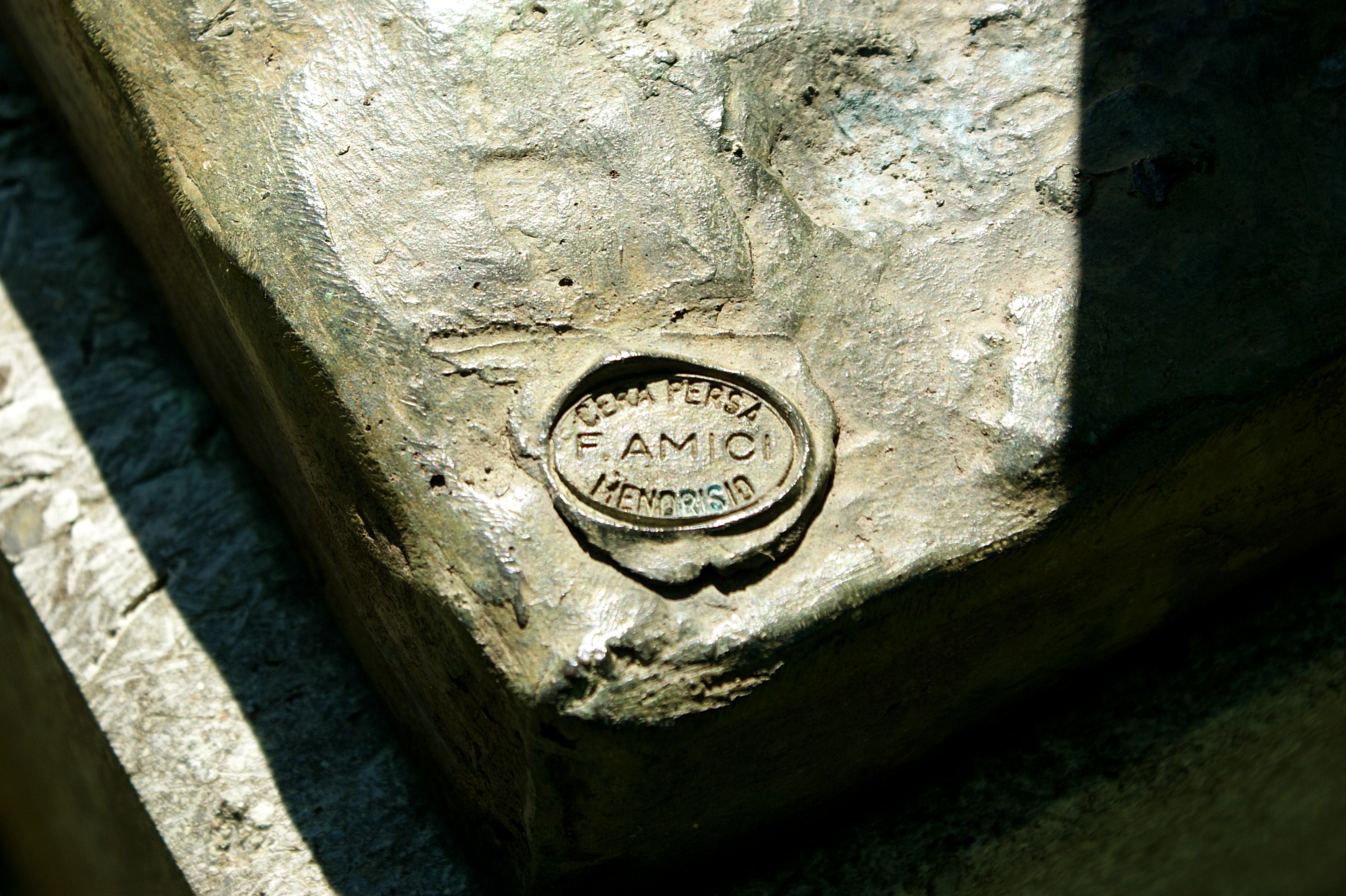
Giesserstempel
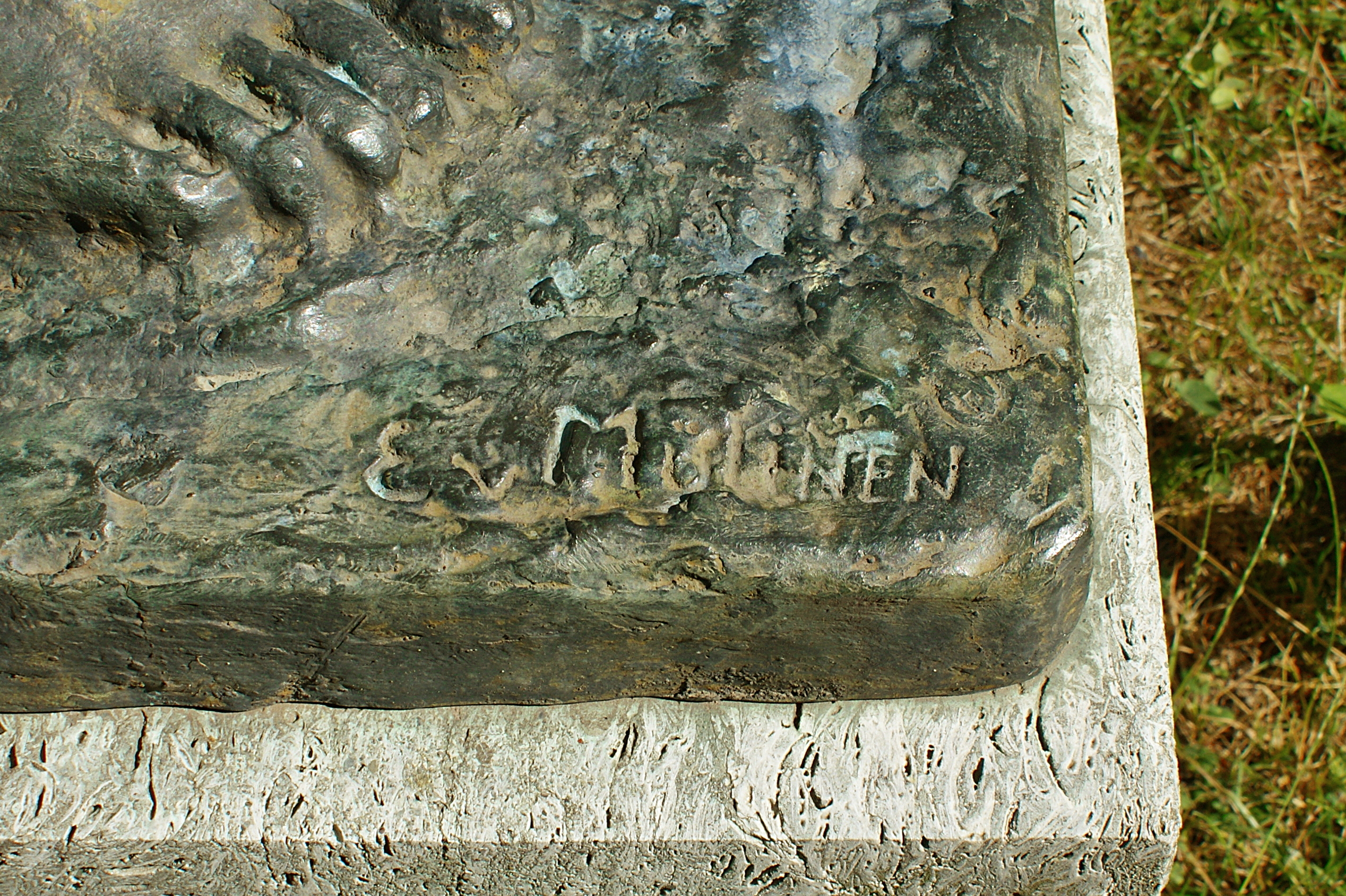
Signatur